# 觀音山大覺寺
22°43′46″N 120°22′16″E / 22.729581°N 120.371093°E
觀音山大覺寺，或稱大社大覺寺，簡稱大覺寺，舊名翠屏巖，是位於臺灣高雄市大社區觀音山的佛寺。

## 傳說
相傳清治時期康熙年間，有蘇、林兩姓為卜葬祖先，各聘風水師尋找墓地。先來觀音山的風水師找到一處穴眼，斷定為「將軍座帳」寶穴，就在穴眼埋方孔錢作標記；後至的風水師，也相中此地，認定為「國公點兵」寶穴，在穴眼釘鐵釘為記號，巧好釘中錢孔。動土當日，兩方爭執都是自己先相中，各埋有銅錢和鐵釘為信物。鳳山知縣楊芳聲裁決此風水地只有觀音佛祖才適合，於康熙廿八年（1669年）將地充公建寺。
另外還傳說康熙皇帝賜寺名為「翠屏巖」，賜寫著「皇帝萬歲萬萬歲」的龍牌給此巖。但學者根據牌背後刻有「廩生錢元揚率領士紳拜賀」字樣，證實是乾隆三十七年（1772年）的學府歲貢生錢元揚等地方士紳自行供奉，而非來自朝廷賞賜。

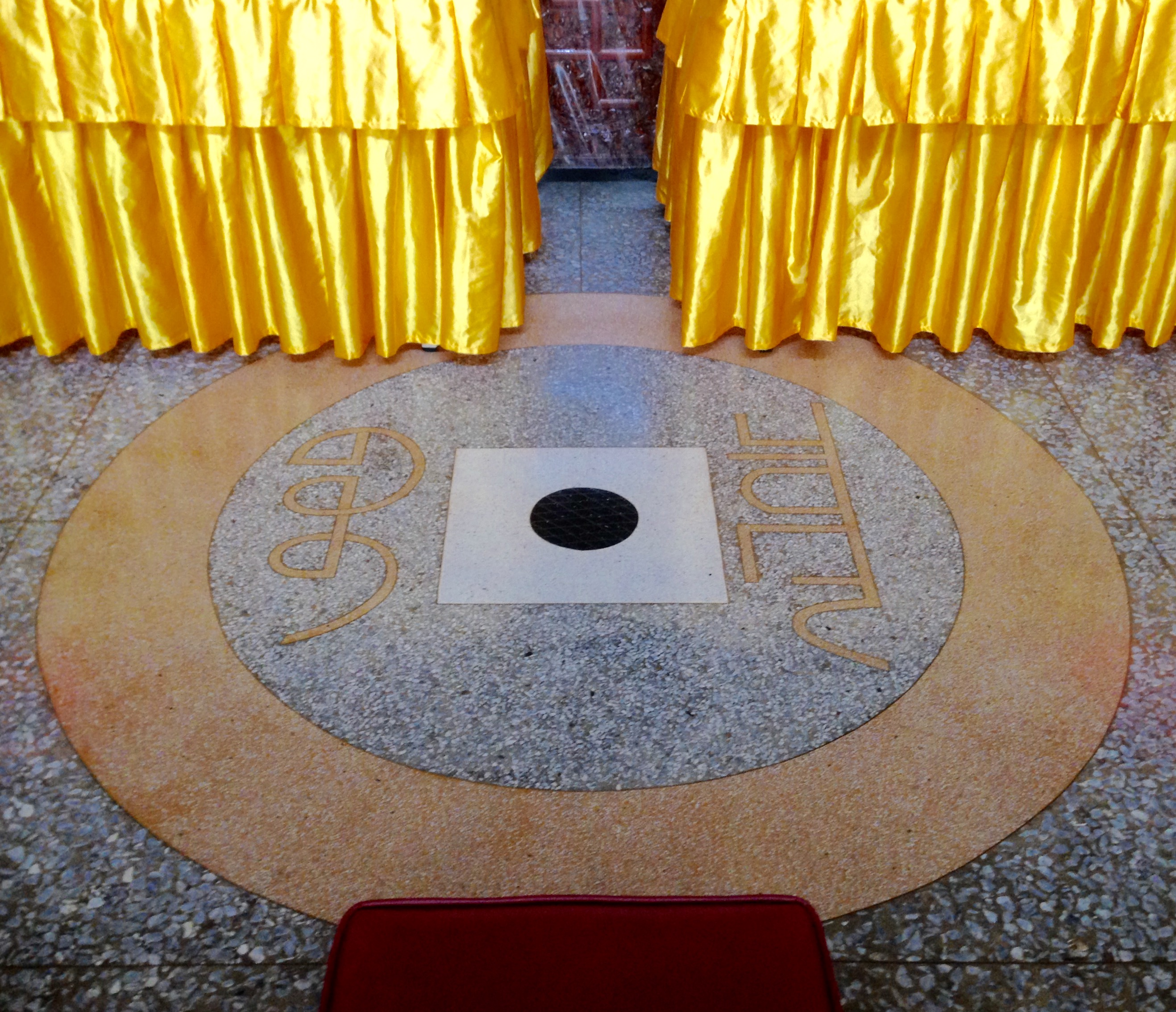
位於觀音山大覺寺後殿，鐵釘穿透銅錢的圖徽。

用銅錢與鐵釘為誌信物的風水傳說，在同高雄市的超峰寺也有。屏東縣萬丹鄉萬泉寺亦有。臺南的南鯤鯓代天府甚至五府千歲、萬善爺兩方神靈用銅針、銅錢相爭建廟的風水傳說。在中國大陸，類似的則有袁天罡與李淳風都相中唐乾陵、沈鈇跟胡文皆看中福建省漳州府詔安縣鳳山報國寺原處的傳說。

## 歷史

### 巖廟時期
該地山景在清治時期是鳳山八景的「翠屏夕照」。
與崗山巖皆非僧人所建，原屬民間信仰、地方埔頭的大廟、公廟。《鳳山縣采訪冊》記錄光緒二年 (1876年) ，由恩貢生蘇懷珠募修。
日治時期由日僧東海宜誠常住，大殿為大正十三年（1924年）所建設。1925年，大正天皇贈與緬甸白玉釋迦牟尼佛像。
吳宏一小學之前，常在此處遠望高雄港，在大二時還將寫翠屏巖的七律新作，私下呈給葉嘉瑩指教。
1956年左右，兼任竹溪寺及慈雲院住持的眼淨師擔任住持，願定尼師擔任副住持，當時得地方人士協助，全力建設。1959年，由東海宜誠與義敏法師弟子、兼任高雄市萬壽山龍泉寺、高雄縣白雲寺住持的隆道法師擔任住持，慈靄法師任副住持，募資重建，將原有寺宇全部拆除，大興土木，與管理人巫水陞籌劃興建後殿。

### 寺院時期
1964年，從巖廟改為正式命名為「大覺寺」的寺院。1973年增建前殿。
1975年起，默如法師在此寺常駐四年半以上，曾讚賞來此寺的天乙尼師敢要求大覺寺的慈靄法師也要頂禮，讚美「不啻觀世音現女身」。
此寺因管理人去世過世甚久，巖廟的舊有信徒於1992年10月22日召開信徒代表大會，欲從十三庄中每庄增加三名信徒代表，並重新補選管理。當時慈靄法師中風已久，被指定繼任的聖岳法師未參加信徒代表大會，導致信徒代表質疑其誠意，而爆發管理衝突。出家眾因此在1994年3月11日，控告地方政府偽造文書及企圖侵佔寺產，並以上任不久、與此事無涉的高雄縣縣長余政憲作控告代表。
同年3月18日，中華佛寺協會為了高雄棲霞精舍與大覺寺的寺產及管理權糾紛，發動佛教界赴立法院請願，結果大覺寺管理權確定為出家眾所有，高雄縣政府敗訴，延用五十年的行政命令——信徒認定原則及權利地位，做大幅度修改。
1997年，聖岳法師接替慈藹法師擔任住持，讓寺貌煥然一新，任內先後完成大覺寺天王殿、羅漢殿、圓覺殿、大雄寶殿及二十諸天，但他在2012年便圓寂，俗年58歲。

## 祭祀
巖廟時期，轄有範圍含蓋大社區、仁武區、楠梓區的十三個聯庄組織，同其他巖廟以觀音普度陰靈的信仰特性，與庄眾的神廟成對，構成陰陽具備的宗教網。
寺院時期，前殿供奉本師釋迦牟尼佛，後殿供奉觀世音菩薩。

## 外部連結
- 觀音山大覺寺的Facebook專頁（页面存档备份，存于）